# Вселенский храм
Вселенский храм, также Храм всех религий (тат. Барлык диннәр гыйбәдәтханәсе, Barlıq dinnәr ğibәdәtxәnәse), Международный культурный центр духовного единения — архитектурное сооружение в микрорайоне Старое Аракчино в Казани, посвящённое разным религиям мира, популярная достопримечательность города.
Является одним из немногих в мире храмов, не относящихся к одной религии — известна также Часовня Ротко в Хьюстоне.

## Общие сведения
Возведение храма в 1993 году начал художник, архитектор, скульптор и общественный деятель Ильдар Ханов. Идея пришла к нему после путешествий по Тибету и Индии. Храм строился на собственные пожертвования основателя до самой его смерти в 2013 году. После смерти Ильдара Ханова его дело продолжили брат Ильгиз и сестра Флюра Галеева.
При этом существует и альтернативная версия, согласно которой строительство храма начал не Ильдар Ханов, а его брат Ильгиз ещё в 1976 году. Самая первая постройка на участке — дом матери братьев Хановых и Галеевой — был построен ещё в 1956 году и в процессе строительства стал частью храма.
В общей планировке проекта принимал участие Святослав Рерих, сын Николая Рериха.
Службы и обряды в комплексе не проводятся. Вселенский Храм не задумывался как место, где бок о бок будут молиться люди разных вероисповеданий, так как люди пока не пришли к единой для всех религии. Храм — архитектурный символ всех религий и их музей.
По состоянию на 2016 год приверженцы ни одной из представленных в Татарстане конфессий не признавали мультирелигиозный комплекс братьев Хановых.
10 апреля 2017 года в комплексе Храма всех религий возник пожар. Здание удалось отстоять. На месте пожара был обнаружен один погибший. В июле 2017 года начались ремонтные работы. Опубликован проект реконструкции здания.
В 2023 году по случаю Международного дня мира ООН в храме состоялся волонтерский проект благоустройства территории с участием представителей разных религий.

## Состав комплекса
В ансамбле соседствуют православная церковь, мусульманская мечеть, иудейская синагога, буддийская пагода, и другие объекты разных конфессий и религий. На 2007 год у храма 12 куполов, а всего в проекте предусматривались купола и другие знаковые элементы зданий 16 религий, в том числе религиозных культов исчезнувших цивилизаций. По словам самого Ильдара, он сам не знает, что это за 4 «недостающие» религии, потому что число 16 пришло ему во время медитации, как и сама идея постройки храма. Планировалось создать следующие залы:
| - Индийских Вед - Китайского Дао - Японского Дзэн-Буддизма - Тибетский - Индонезийский - Египетский | - Майя - Иранский - Розенкрейцеров и масонов - Протестантства - Православия и католицизма - Инопланетного разума |

На 2016 год в комплексе были созданы: Египетский и Католический залы, Чайная комната и Зал Иисуса Христа, Театральный зал, Картинная галерея. Их интерьеры украшены произведениями монументальной живописи и декоративно-прикладного искусства.
Согласно официальному сайту храма по состоянию на май 2025 года внутри вы можете увидеть:
- Языческий зал
- Православный зал
- Египетский зал
- Татарская национальная галерея — в 2025 году там проходила выставка работ Ильгиза Ханова «Татарские красавицы»
- Католический зал (концертный)
- Краеугольный камень веры (по апостолу Петру) — выставка икон Ильгиза Ханова
- Зал Татарских Шамаилей
- Зал Кришны
- Зал Будды
- Зал Шивы
- Зал Иудаизма
- Зал Тайных обществ
- Мемориальные залы Илдара Ханова.

Также официальный сайт предлагает бесплатную онлайн виртуальную экскурсию (3D-тур) по храму.

## Фотогалерея

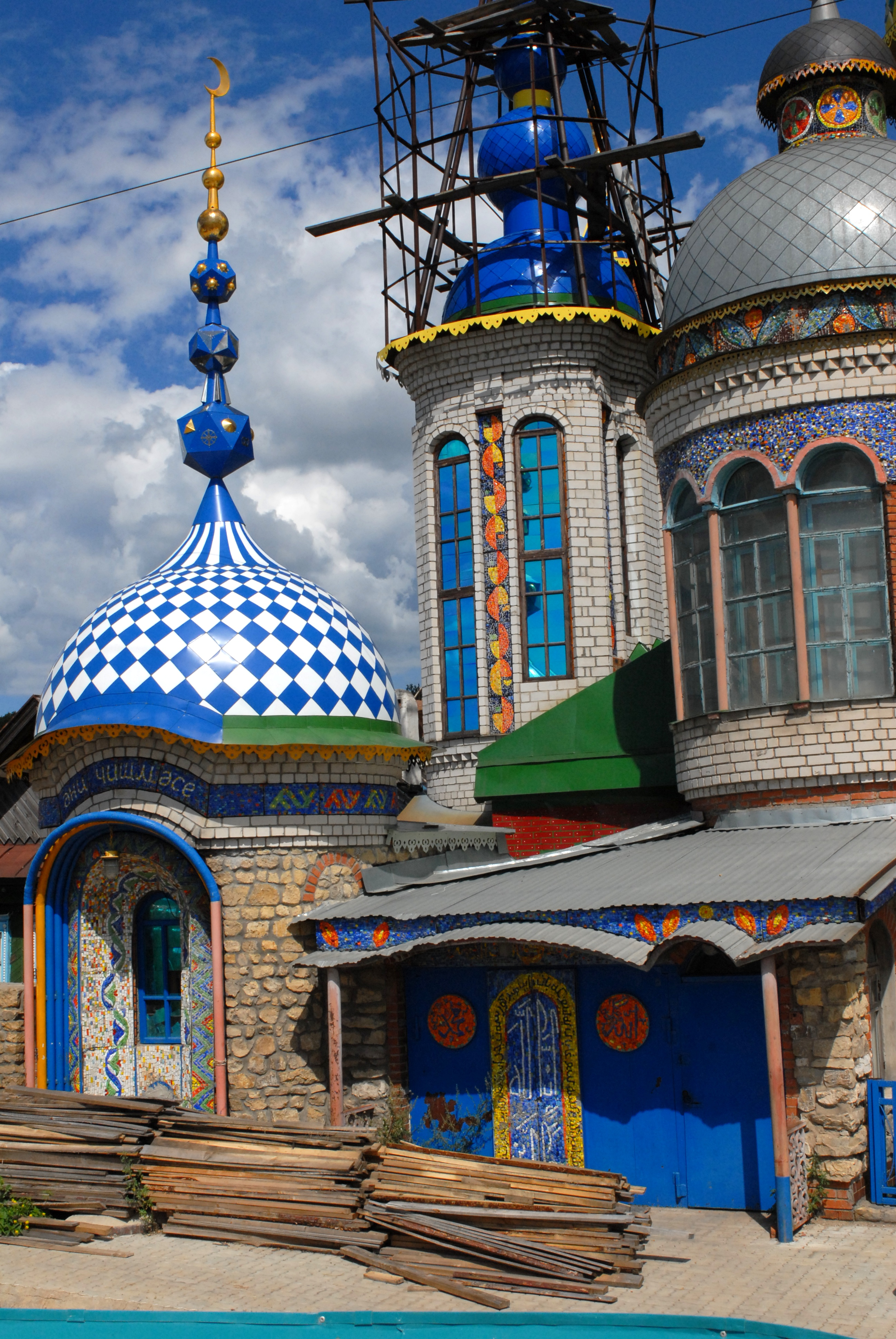
Строительные работы в июле 2008 года.
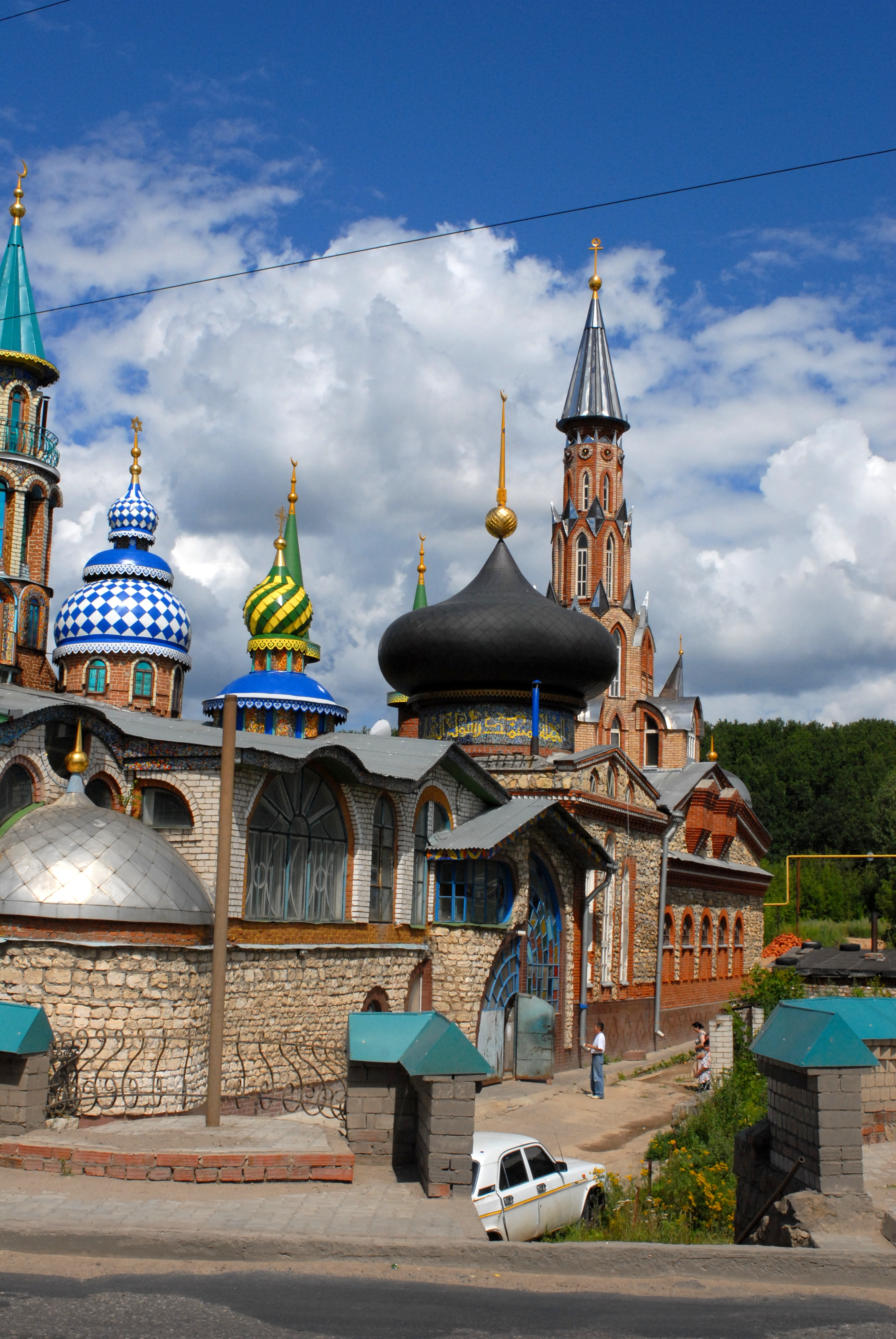
Июль 2008 года.
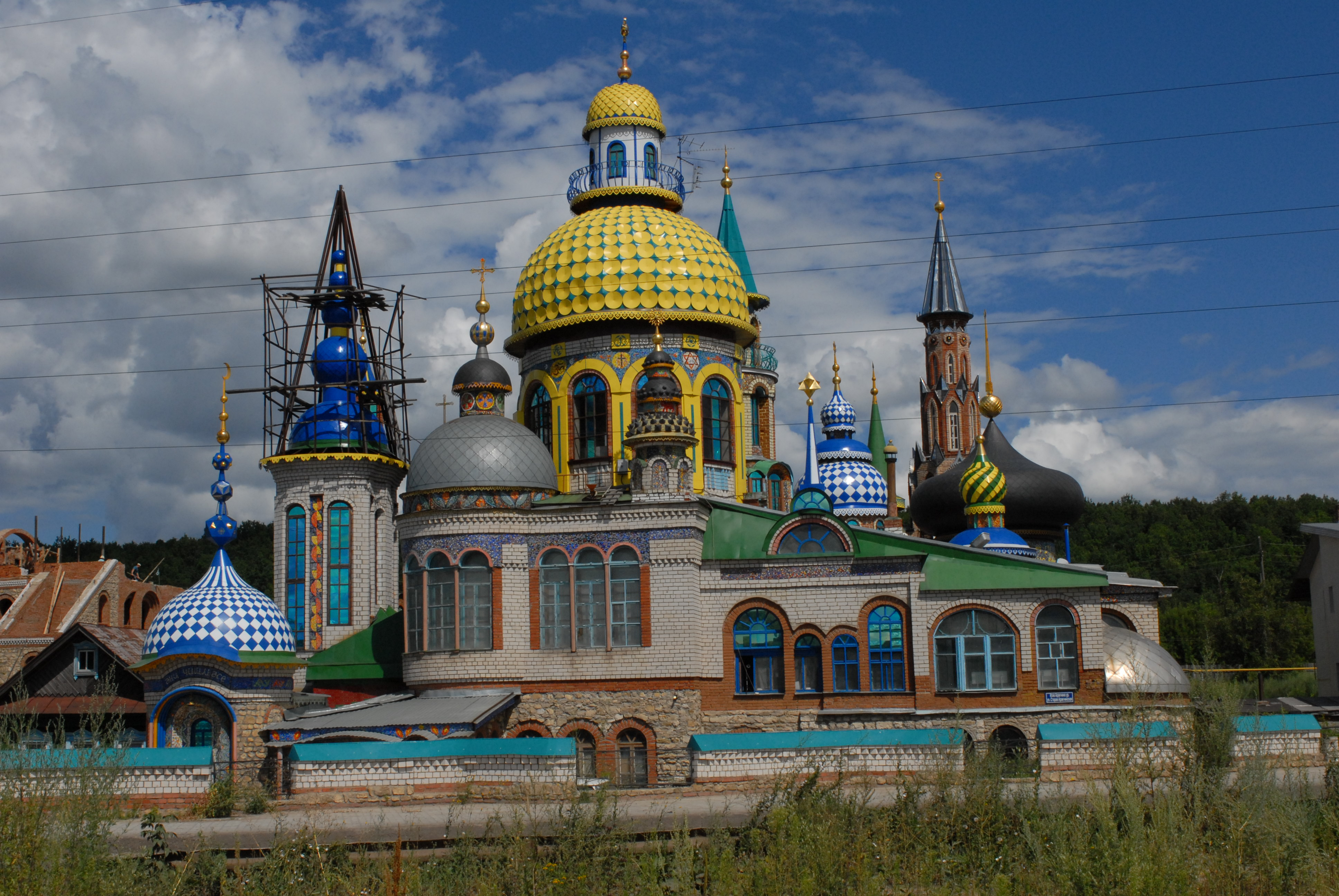
Июль 2008 года.
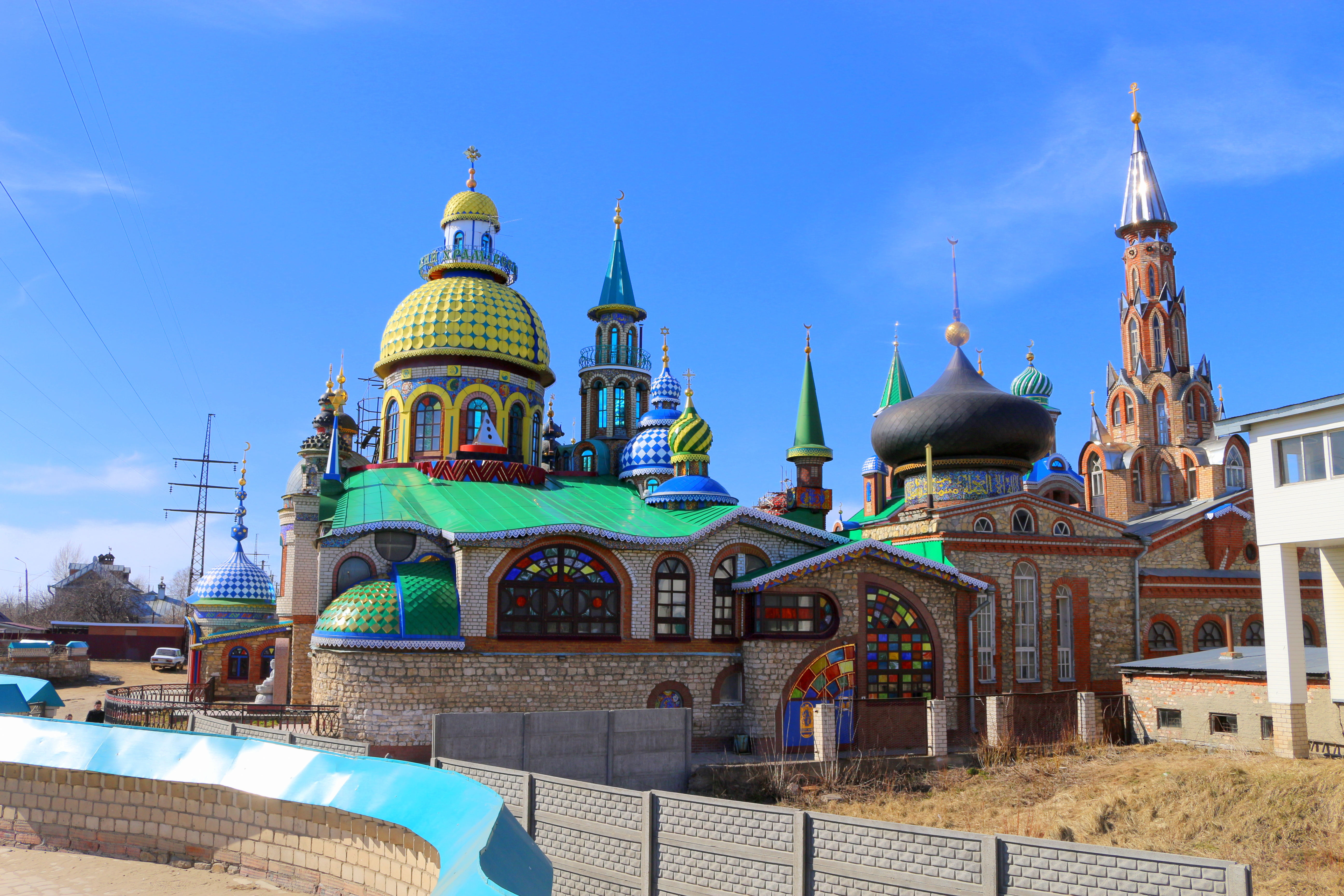
Вид сбоку, апрель 2014 года.
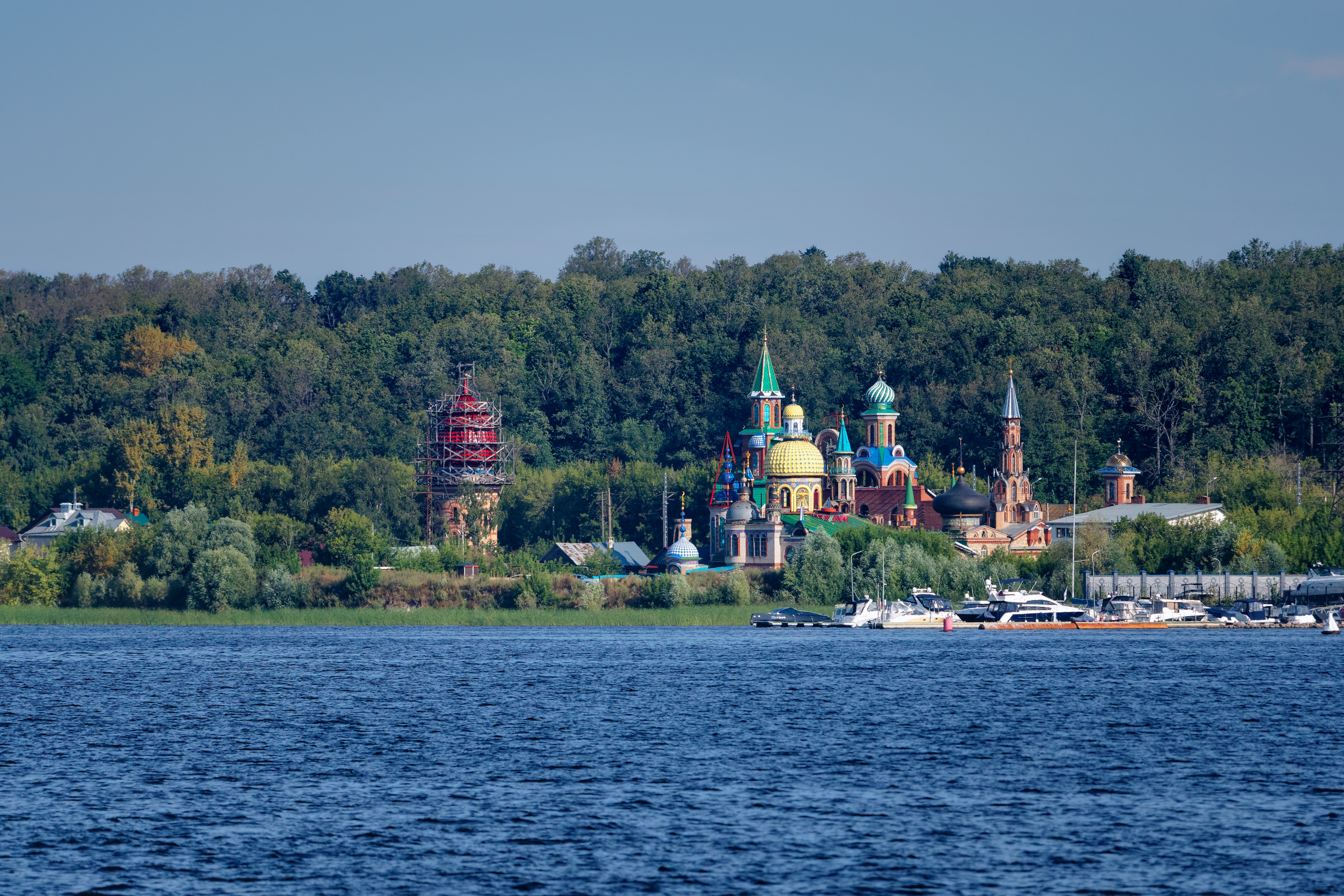
Вид с реки Волги в августе 2017 года.
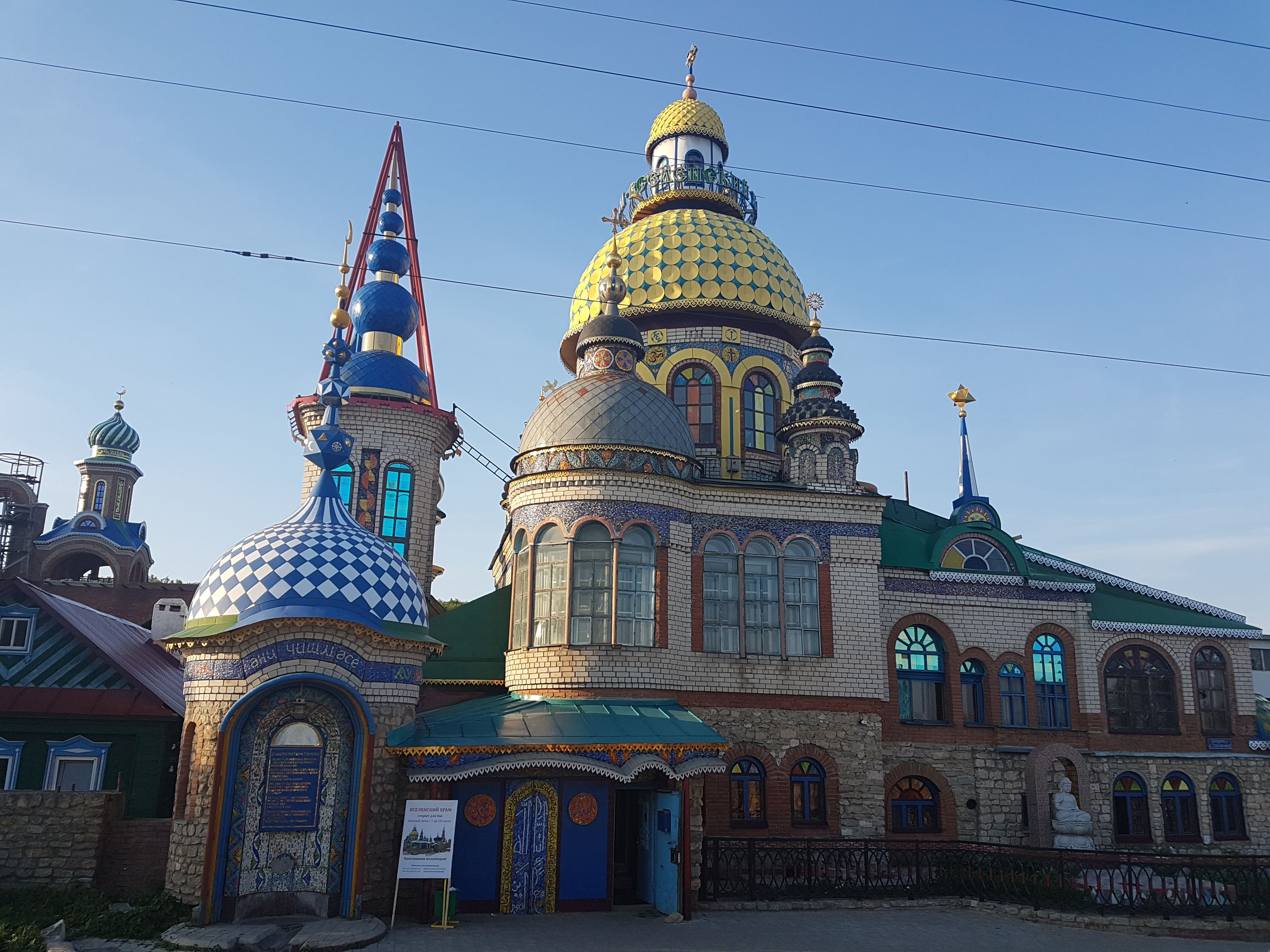
Лицевая сторона комплекса и главный вход в июле 2018 года.